# Weston (Idaho)
Weston – miasto w Stanach Zjednoczonych, w stanie Idaho, w hrabstwie Franklin.